# Rally d'Australia 2018
Il Rally d'Australia 2018, ufficialmente denominato 27th Kennards Hire Rally Australia, è stata la tredicesima e ultima prova del campionato del mondo rally 2018 nonché la ventisettesima edizione del Rally d'Australia e la venticinquesima con valenza mondiale. La manifestazione si è svolta dal 16 al 18 novembre sugli sterrati che attraversano le foreste del Nuovo Galles del Sud, in Australia sud-orientale, con sede nella città di Coffs Harbour.
L'evento è stato vinto dal finlandese Jari-Matti Latvala navigato dal connazionale Miikka Anttila, al volante di una Toyota Yaris WRC della squadra ufficiale Toyota Gazoo Racing WRT, davanti all'equipaggio composto dal neozelandese Hayden Paddon e dal britannico Sebastian Marshall su Hyundai i20 Coupe WRC del team Hyundai Shell Mobis WRT e alla coppia norvegese formata da Mads Østberg e Torstein Eriksen, su Citroën C3 WRC della scuderia Citroën Total Abu Dhabi WRT.
La gara è stata decisiva per l'assegnazione dei tre titoli mondiali in palio. I titoli piloti e copiloti sono andati per la sesta volta consecutiva a Sébastien Ogier e al suo navigatore Julien Ingrassia, mentre quello costruttori è stato conquistato dalla squadra Toyota, alla sua quarta affermazione della sua storia nel mondiale marche, che mancava alla scuderia giapponese dal mondiale 1999.

## Risultati

### Classifica
| Pos.     | Nº       | Pilota             | Co-pilota          | Auto                  | Squadra                     | Classe      | Tempo     | Distacco | Punti    |
| Generale | Generale | Generale           | Generale           | Generale              | Generale                    | Generale    | Generale  | Generale | Generale |
| -------- | -------- | ------------------ | ------------------ | --------------------- | --------------------------- | ----------- | --------- | -------- | -------- |
| 1.       | 7        | Jari-Matti Latvala | Miikka Anttila     | Toyota Yaris WRC      | Toyota Gazoo Racing WRT     | WRC         | 2h59'52"0 |          | 26       |
| 2.       | 6        | Hayden Paddon      | Sebastian Marshall | Hyundai i20 Coupe WRC | Hyundai Shell Mobis WRT     | WRC         | 3h00'24"5 | +32"5    | 18       |
| 3.       | 10       | Mads Østberg       | Torstein Eriksen   | Citroën C3 WRC        | Citroën Total Abu Dhabi WRT | WRC         | 3h00'44"2 | +52"2    | 18       |
| 4.       | 9        | Esapekka Lappi     | Janne Ferm         | Toyota Yaris WRC      | Toyota Gazoo Racing WRT     | WRC         | 3h00'54"3 | +1'02"3  | 16       |
| 5.       | 1        | Sébastien Ogier    | Julien Ingrassia   | Ford Fiesta WRC       | M-Sport Ford WRT            | WRC         | 3h02'28"8 | +2'30"8  | 15       |
| 6.       | 2        | Elfyn Evans        | Daniel Barritt     | Ford Fiesta WRC       | M-Sport Ford WRT            | WRC         | 3h02'57"1 | +3'05"1  | 10       |
| 7.       | 11       | Craig Breen        | Scott Martin       | Citroën C3 WRC        | Citroën Total Abu Dhabi WRT | WRC         | 3h08'51"0 | +8'59"0  | 6        |
| 8.       | 33       | Alberto Heller     | José Luis Díaz     | Ford Fiesta R5        | M-Sport World Rally Team    | RC2 / WRC-2 | 3h22'20"5 | +22'28"5 | 4        |
| 9.       | 74       | Steve Glenney      | Andrew Sarandis    | Škoda Fabia R5        | -                           | RC2         | 3h26'53"8 | +27'01"8 | 2        |
| 10.      | 21       | Jourdan Serderidis | Lara Vanneste      | Ford Fiesta WRC       | M-Sport Ford WRT            | WRC         | 3h35'06"1 | +35'14"1 | 1        |
| WRC-2    |          |                    |                    |                       |                             |             |           |          |          |
| 1. (8.)  | 33       | Alberto Heller     | José Luis Díaz     | Ford Fiesta R5        | M-Sport World Rally Team    | RC2 / WRC-2 | 3h22'20"5 |          | 25       |
| 2. (12.) | 34       | Gianluca Linari    | Pietro Elia Ometto | Subaru Impreza STi    | -                           | RC2 / WRC-2 | 3h49'40"4 | +27'19"9 | 18       |

| Principali ritiri | Principali ritiri | Principali ritiri | Principali ritiri | Principali ritiri     | Principali ritiri       | Principali ritiri | Principali ritiri  | Principali ritiri |
| PS                | Nº                | Pilota            | Copilota          | Auto                  | Squadra                 | Classe            | Causa              | Pos.              |
| ----------------- | ----------------- | ----------------- | ----------------- | --------------------- | ----------------------- | ----------------- | ------------------ | ----------------- |
| PS 22             | 5                 | Thierry Neuville  | Nicolas Gilsoul   | Hyundai i20 Coupe WRC | Hyundai Shell Mobis WRT | WRC               | Ruota persa        | 8º                |
| PS 23             | 8                 | Ott Tänak         | Martin Järveoja   | Toyota Yaris WRC      | Toyota Gazoo Racing WRT | WRC               | Incidente          | 2º                |
| PS 24             | 3                 | Teemu Suninen     | Mikko Markkula    | Ford Fiesta WRC       | M-Sport Ford WRT        | WRC               | Danno da incidente | 7º                |

Legenda
| Icona | Note                                                                                 |
| ----- | ------------------------------------------------------------------------------------ |
| WRC   | Equipaggio di classe WRC che può conquistare punti per il campionato costruttori     |
| WRC   | Equipaggio di classe WRC che non può conquistare punti per il campionato costruttori |
| WRC-2 | Equipaggio registrato al campionato WRC-2                                            |
| WRC-3 | Equipaggio registrato al campionato WRC-3                                            |
| JWRC  | Equipaggio registrato al campionato Junior WRC                                       |
|       | Ulteriori classificazioni                                                            |

### Prove speciali
| Frazione            | Prova | Ora   | Nome                            | Lunghezza | Vincitori                                              | Tempo   | Leader del rally                  |
| ------------------- | ----- | ----- | ------------------------------- | --------- | ------------------------------------------------------ | ------- | --------------------------------- |
| Frazione 1 (16 Nov) | PS1   | 08:03 | Orara East 1                    | 8,77 km   | Esapekka Lappi Janne Ferm                              | 4'45"5  | Esapekka Lappi Janne Ferm         |
| Frazione 1 (16 Nov) | PS2   | 08:43 | Coldwater 1                     | 14,12 km  | Jari-Matti Latvala Miikka Anttila                      | 7'56"3  | Esapekka Lappi Janne Ferm         |
| Frazione 1 (16 Nov) | PS3   | 09:41 | Sherwood 1                      | 26,68 km  | Mads Østberg Torstein Eriksen                          | 12'49"0 | Mads Østberg Torstein Eriksen     |
| Frazione 1 (16 Nov) | PS4   | 12:32 | Orara East 2                    | 8,77 km   | Ott Tänak Martin Järveoja                              | 4'43"5  | Mads Østberg Torstein Eriksen     |
| Frazione 1 (16 Nov) | PS5   | 13:12 | Coldwater 2                     | 14,12 km  | Thierry Neuville Nicolas Gilsoul                       | 7'51"1  | Mads Østberg Torstein Eriksen     |
| Frazione 1 (16 Nov) | PS6   | 14:10 | Sherwood 2                      | 26,68 km  | Craig Breen Scott Martin                               | 12'35"6 | Mads Østberg Torstein Eriksen     |
| Frazione 1 (16 Nov) | PS7   | 16:37 | SSS Destination NSW 1           | 1,27 km   | Sébastien Ogier Julien Ingrassia                       | 1'23"4  | Mads Østberg Torstein Eriksen     |
| Frazione 1 (16 Nov) | PS8   | 16:47 | SSS Destination NSW 2           | 1,27 km   | Ott Tänak Martin Järveoja                              | 1'23"0  | Mads Østberg Torstein Eriksen     |
| Frazione 2 (17 Nov) | PS9   | 07:08 | Argents Hill Reverse 1          | 13,13 km  | Hayden Paddon Sebastian Marshall                       | 7'20"9  | Mads Østberg Torstein Eriksen     |
| Frazione 2 (17 Nov) | PS10  | 07:51 | Welshs Creek Reverse 1          | 28,83 km  | Ott Tänak Martin Järveoja                              | 15'12"6 | Mads Østberg Torstein Eriksen     |
| Frazione 2 (17 Nov) | PS11  | 08:59 | Urunga 1                        | 20,11 km  | Ott Tänak Martin Järveoja                              | 11'32"3 | Jari-Matti Latvala Miikka Anttila |
| Frazione 2 (17 Nov) | PS12  | 09:47 | Raleigh 1                       | 1,99 km   | Elfyn Evans Daniel Barritt e Ott Tänak Martin Järveoja | 1'32"1  | Jari-Matti Latvala Miikka Anttila |
| Frazione 2 (17 Nov) | PS13  | 12:08 | Argents Hill Reverse 2          | 13,13 km  | Hayden Paddon Sebastian Marshall                       | 7'16"8  | Jari-Matti Latvala Miikka Anttila |
| Frazione 2 (17 Nov) | PS14  | 13:02 | Welshs Creek Reverse 2          | 28,83 km  | Ott Tänak Martin Järveoja                              | 15'01"4 | Ott Tänak Martin Järveoja         |
| Frazione 2 (17 Nov) | PS15  | 14:10 | Urunga 2                        | 20,11 km  | Esapekka Lappi Janne Ferm                              | 11'32"5 | Ott Tänak Martin Järveoja         |
| Frazione 2 (17 Nov) | PS16  | 14:58 | Raleigh 2                       | 1,99 km   | Ott Tänak Martin Järveoja                              | 1'32"2  | Ott Tänak Martin Järveoja         |
| Frazione 2 (17 Nov) | PS17  | 16:37 | SSS Destination NSW 3           | 1,27 km   | Ott Tänak Martin Järveoja                              | 1'23"1  | Ott Tänak Martin Järveoja         |
| Frazione 2 (17 Nov) | PS18  | 16:47 | SSS Destination NSW 4           | 1,27 km   | Thierry Neuville Nicolas Gilsoul                       | 1'24"1  | Ott Tänak Martin Järveoja         |
| Frazione 3 (18 Nov) | PS19  | 06:53 | Coramba 1                       | 15,55 km  | Jari-Matti Latvala Miikka Anttila                      | 9'38"1  | Ott Tänak Martin Järveoja         |
| Frazione 3 (18 Nov) | PS20  | 07:36 | Sapphire 1                      | 19,27 km  | Hayden Paddon Sebastian Marshall                       | 11'30"2 | Jari-Matti Latvala Miikka Anttila |
| Frazione 3 (18 Nov) | PS21  | 08:38 | Wedding Bells18 1               | 7,16 km   | Esapekka Lappi Janne Ferm                              | 4'14"9  | Jari-Matti Latvala Miikka Anttila |
| Frazione 3 (18 Nov) | PS22  | 11:01 | Coramba 2                       | 15,55 km  | Jari-Matti Latvala Miikka Anttila                      | 10'05"1 | Jari-Matti Latvala Miikka Anttila |
| Frazione 3 (18 Nov) | PS23  | 11:44 | Sapphire 2                      | 19,27 km  | Jari-Matti Latvala Miikka Anttila                      | 11'48"1 | Jari-Matti Latvala Miikka Anttila |
| Frazione 3 (18 Nov) | PS24  | 13:18 | Wedding Bells18 2 (power stage) | 7,16 km   | Sébastien Ogier Julien Ingrassia                       | 4'16"2  | Jari-Matti Latvala Miikka Anttila |

### Power stage
PS24: Wedding Bells18 2 di 7,16 km, disputatasi domenica 18 novembre 2018 alle ore 13:18 (UTC+11).
| Pos. | No. | Pilota             | Co-pilota        | Auto             | Classe | Tempo  | Distacco | Punti |
| ---- | --- | ------------------ | ---------------- | ---------------- | ------ | ------ | -------- | ----- |
| 1    | 1   | Sébastien Ogier    | Julien Ingrassia | Ford Fiesta WRC  | WRC    | 4'16"2 |          | 5     |
| 2    | 9   | Esapekka Lappi     | Janne Ferm       | Toyota Yaris WRC | WRC    | 4'16"3 | +0"1     | 4     |
| 3    | 10  | Mads Østberg       | Torstein Eriksen | Citroën C3 WRC   | WRC    | 4'18"9 | +2"7     | 3     |
| 4    | 2   | Elfyn Evans        | Daniel Barritt   | Ford Fiesta WRC  | WRC    | 4'19"2 | +3"0     | 2     |
| 5    | 7   | Jari-Matti Latvala | Miikka Anttila   | Toyota Yaris WRC | WRC    | 4'20"4 | +4"2     | 1     |

## Classifiche mondiali
Classifica piloti
| Pos. | Pos. | Pilota             | Punti |
| ---- | ---- | ------------------ | ----- |
| 1    |      | Sébastien Ogier    | 219   |
| 2    |      | Thierry Neuville   | 201   |
| 3    |      | Ott Tänak          | 181   |
| 4    | 1    | Jari-Matti Latvala | 128   |
| 5    | 1    | Esapekka Lappi     | 126   |
| 6    |      | Andreas Mikkelsen  | 84    |
| 7    | 3    | Elfyn Evans        | 80    |
| 8    | 2    | Hayden Paddon      | 73    |
| 9    | 2    | Dani Sordo         | 71    |
| 10   | 2    | Mads Østberg       | 70    |
| 11   | 2    | Craig Breen        | 67    |
| 12   | 1    | Teemu Suninen      | 54    |
| 13   |      | Sébastien Loeb     | 43    |
| 14   |      | Kris Meeke         | 43    |
| 15   |      | Jan Kopecký        | 17    |
| 16   |      | Pontus Tidemand    | 12    |
| 17   |      | Henning Solberg    | 8     |
| 18   |      | Simone Tempestini  | 4     |
| 19   |      | Bryan Bouffier     | 4     |
| 19   |      | Marijan Griebel    | 4     |
| 19   | N    | Alberto Heller     | 4     |
| 22   | 1    | Kalle Rovanperä    | 3     |
| 23   | 1    | Gus Greensmith     | 2     |
| 24   | 1    | Łukasz Pieniążek   | 2     |
| 25   | 1    | Chris Ingram       | 2     |
| 26   | N    | Steve Glenney      | 2     |
| 27   | 2    | Pedro Heller       | 1     |
| 28   | 2    | Stéphane Lefebvre  | 1     |
| 29   | 2    | Yoann Bonato       | 1     |
| 30   | N    | Jourdan Serderidis | 1     |

Classifica co-piloti
| Pos. | Pos. | Co-pilota          | Punti |
| ---- | ---- | ------------------ | ----- |
| 1    |      | Julien Ingrassia   | 219   |
| 2    |      | Nicolas Gilsoul    | 201   |
| 3    |      | Martin Järveoja    | 181   |
| 4    | 1    | Miikka Anttila     | 128   |
| 5    | 1    | Janne Ferm         | 126   |
| 6    |      | Anders Jæger       | 84    |
| 7    | 3    | Sebastian Marshall | 73    |
| 8    | 1    | Carlos del Barrio  | 71    |
| 9    | 3    | Torstein Eriksen   | 70    |
| 10   | 1    | Daniel Barritt     | 70    |
| 11   | 3    | Scott Martin       | 67    |
| 12   | 1    | Mikko Markkula     | 54    |
| 13   |      | Daniel Elena       | 43    |
| 14   |      | Paul Nagle         | 43    |
| 15   |      | Pavel Dresler      | 17    |
| 16   |      | Jonas Andersson    | 12    |
| 17   |      | Phil Mills         | 10    |
| 18   |      | Ilka Minor         | 8     |
| 19   |      | Sergiu Itu         | 4     |
| 20   |      | Xavier Panseri     | 4     |
| 20   |      | Alexander Rath     | 4     |
| 20   | N    | José Luis Díaz     | 4     |
| 23   | 1    | Jonne Halttunen    | 3     |
| 24   | 1    | Craig Parry        | 2     |
| 25   | 1    | Przemysław Mazur   | 2     |
| 26   | 1    | Ross Whittock      | 2     |
| 27   | N    | Andy Sarandis      | 2     |
| 28   | 2    | Pablo Olmos        | 1     |
| 29   | 2    | Gabin Moreau       | 1     |
| 30   | 2    | Benjamin Boulloud  | 1     |
| 31   | N    | Lara Vanneste      | 1     |

Classifica costruttori WRC
| Pos. | Pos. | Squadra                     | Punti |
| ---- | ---- | --------------------------- | ----- |
| 1    |      | Toyota Gazoo Racing WRC     | 368   |
| 2    |      | Hyundai Shell Mobis WRT     | 341   |
| 3    |      | M-Sport Ford WRT            | 324   |
| 4    |      | Citroën Total Abu Dhabi WRT | 237   |